# Rathaus (Duderstadt)

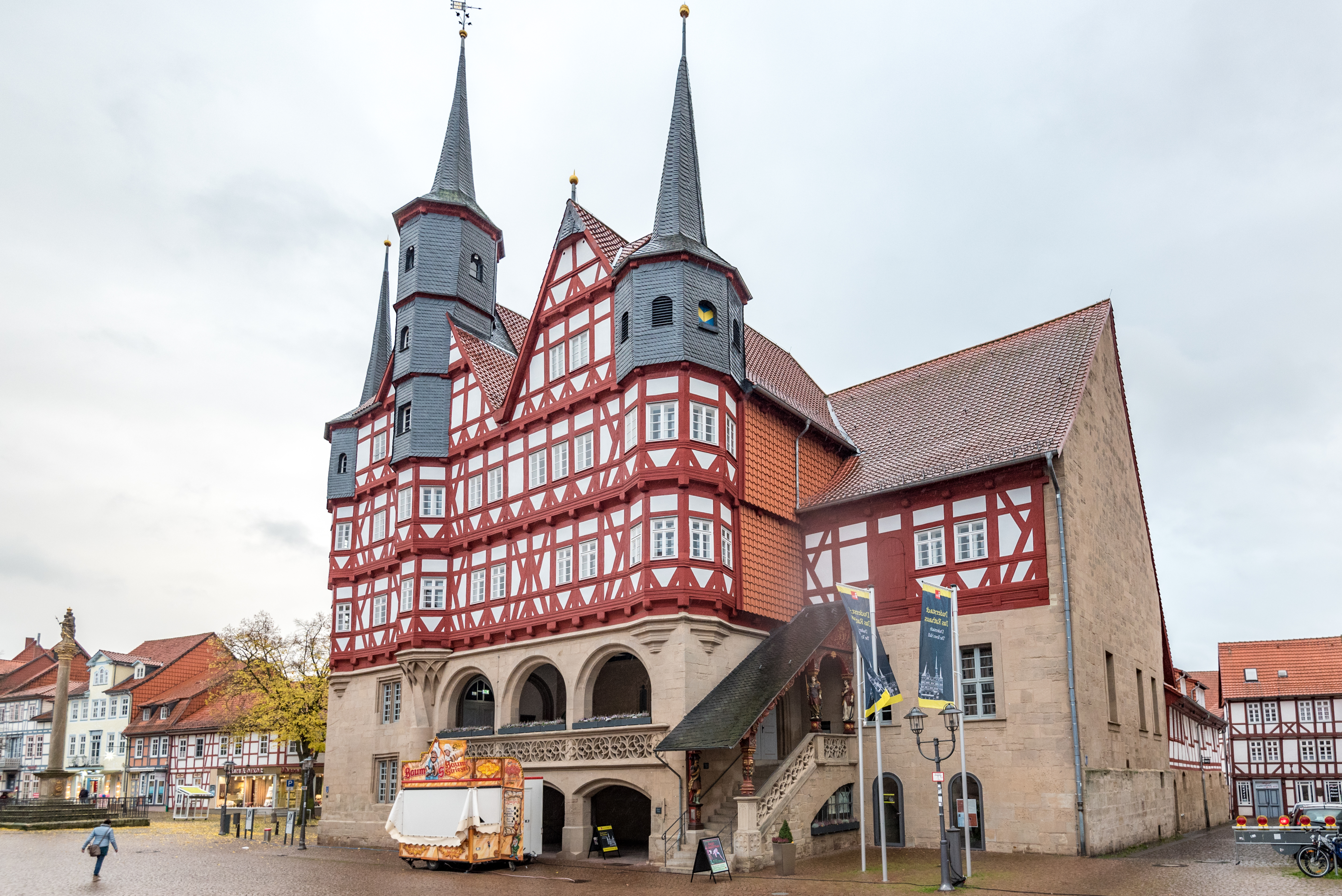
Rathaus Duderstadt, Ansicht von Nordwesten (2017)

Das Rathaus Duderstadt ist ein unter Denkmalschutz stehendes Bauwerk in der Stadt Duderstadt im Landkreis Göttingen von Niedersachsen.

## Geschichte
Um 1302/1303 entstand das heute den Kern des Gebäudes bildende zweigeschossige Kaufhaus aus Sandstein. Es handelt sich um einen zweischiffigen Saalbau mit einer Halle im Erdgeschoss, die durch runde steinerne Stützen getragen wird, und einem im oberen Geschoss gelegenen Bürgersaal, der sich über die gesamte Ebene erstreckt. 1432 wurde das ursprüngliche Rathausgebäude an der südöstlichen Ecke durch einen Kaufhausanbau ersetzt, in dem die Ratsstube, das Archiv und der Ratsweinkeller beherbergt waren.
Im 16. Jahrhundert wurden die heute das Erscheinungsbild prägenden Fachwerkgeschosse aufgebaut. Drei Türme bekrönen die Nordfassade, Giebel und Erker gliedern sie. Eine zweigeschossige Laube wurde errichtet, um die Nordfassade zu tragen. 1673/1674 wurde ein Aufgang zur Laube mit lebensgroßen Figuren gestaltet, die die Überdachung tragen.
Eine umfangreiche Restaurierung in den Jahren 1982 bis 1987 hatte zum Ziel, das Verwaltungsgebäude zu einem Kulturzentrum umzubauen. Die historische Struktur der Räume konnte wiederhergestellt werden, die Fassade allerdings wurde nur äußerlich saniert, schadhaftes Holz wurde nur verspachtelt. Als im Jahr 2000 die Fachwerke neu gestrichen werden sollten, wurden größere, durch Fäulnis entstandene Schäden festgestellt. Auch die Deckenbalken waren schwer geschädigt, faulende Balken mussten ersetzt werden. Dabei wurden Tonnen von Schutt aus den Zwischendecken entfernt, die bei Bauarbeiten am Rathaus hier in die Decken verbracht worden waren, so Sandsteinreste der Zinnen, die vor dem Fachwerkaufbau den Südflügel krönten.
Die umfassende Sanierung und Modernisierung des Rathauses in den Jahren von 2000 bis 2008 (mit Nacharbeiten bis 2012, einschließlich eines Aufzug-Einbaus) wurde finanziell durch den Europäischen Fonds für regionale Entwicklung (EFRE), den Bund und die Deutsche Stiftung Denkmalschutz unterstützt. Seit 2008 beherbergt das Rathaus im zweiten Obergeschoss die Stadtbibliothek sowie im Erdgeschoss die Gästeinformation der Stadt.
Heute ist das historische Rathaus Duderstadt ein kulturelles Zentrum, Stätte der Begegnung und Bildung. Tief in seinen Mauern beherbergt das Rathaus auch heute noch den alten Ratsweinkeller, die Folterkammer und weitere, interessante Ausstellungsbereiche. Der Besucher kann vom Gewölbe tief unten im Keller bis hoch in den Turm auf Entdeckungsreise gehen.
Oben angekommen, wird er mit einem einmaligen Ausblick über die Duderstädter Altstadt mit ihren kleinen Straßen und Gassen und ihren ziegelroten Dächern belohnt.

Bildergalerie
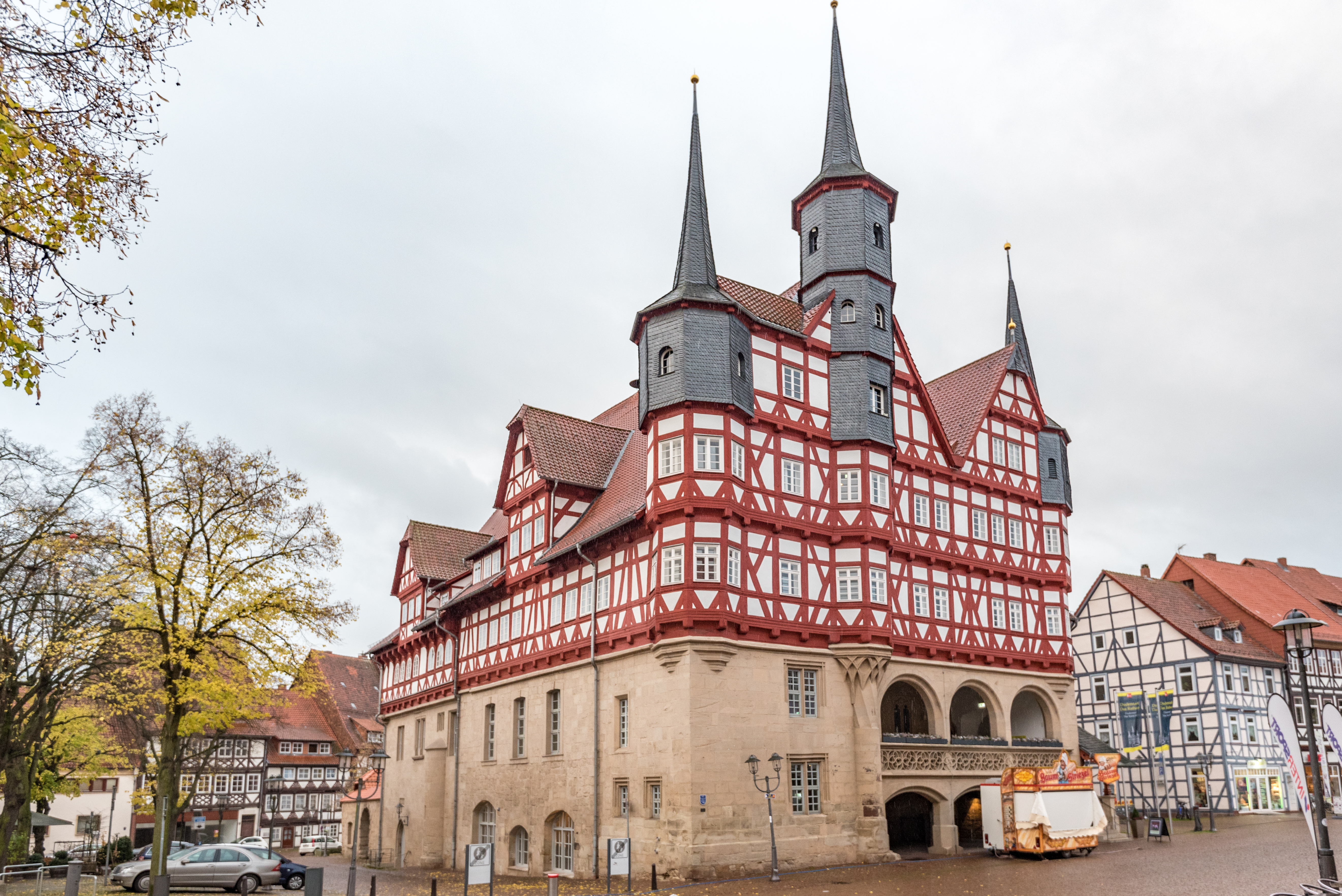
Ansicht von Nordosten (2017)
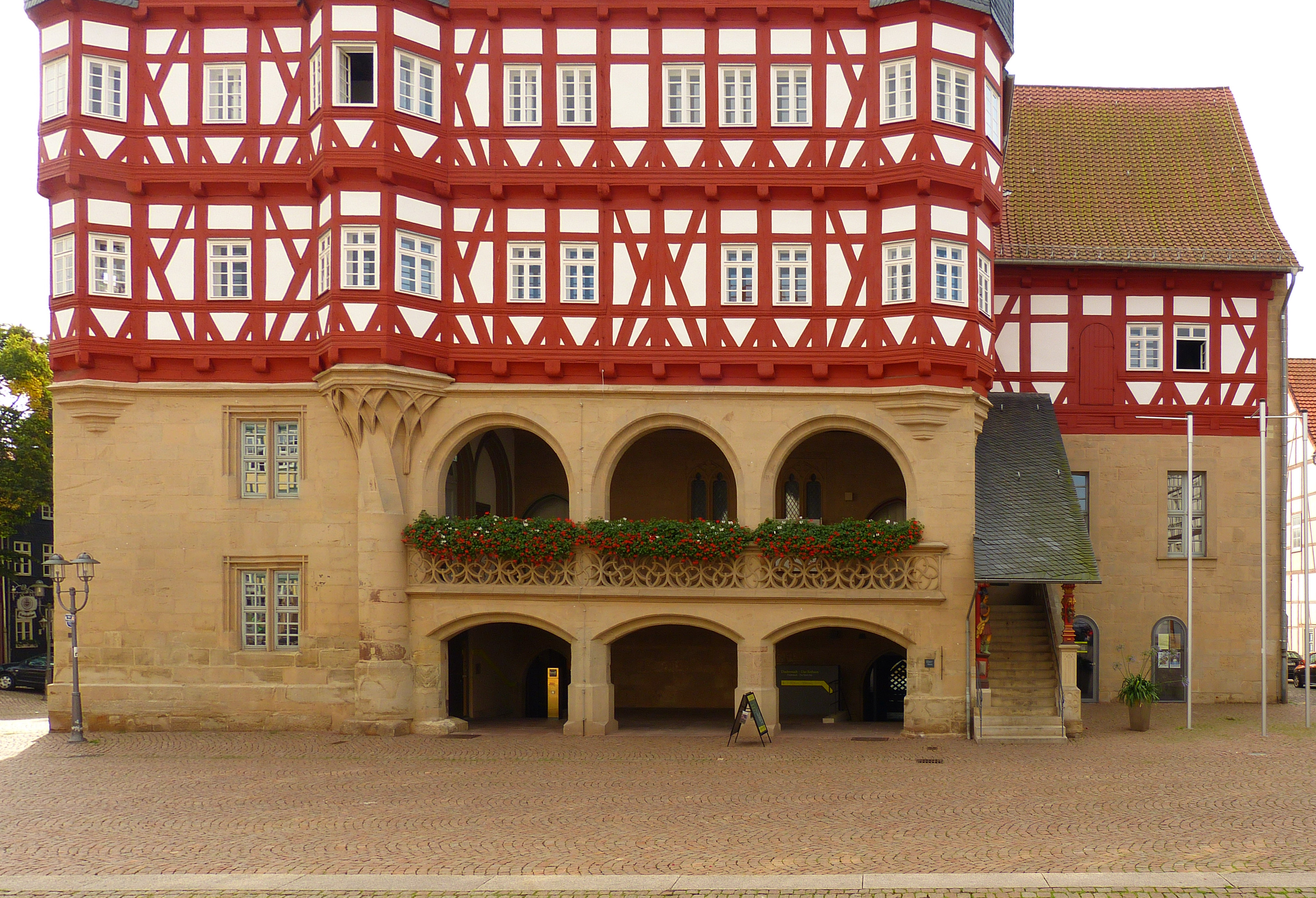
Ausschnitt der Nordfassade (2016)
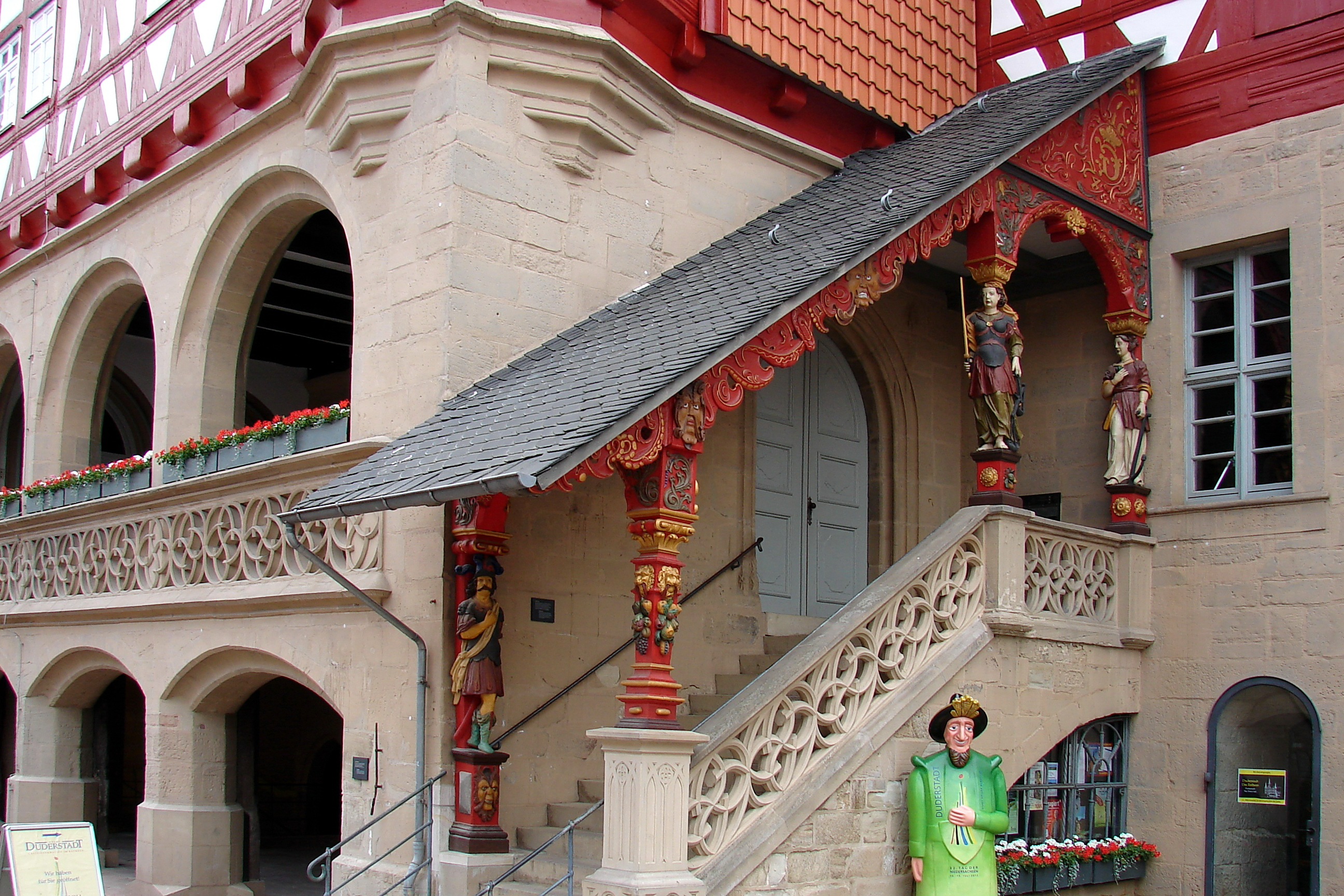
Treppenaufgang mit geschnitzten Barockfiguren (2012)
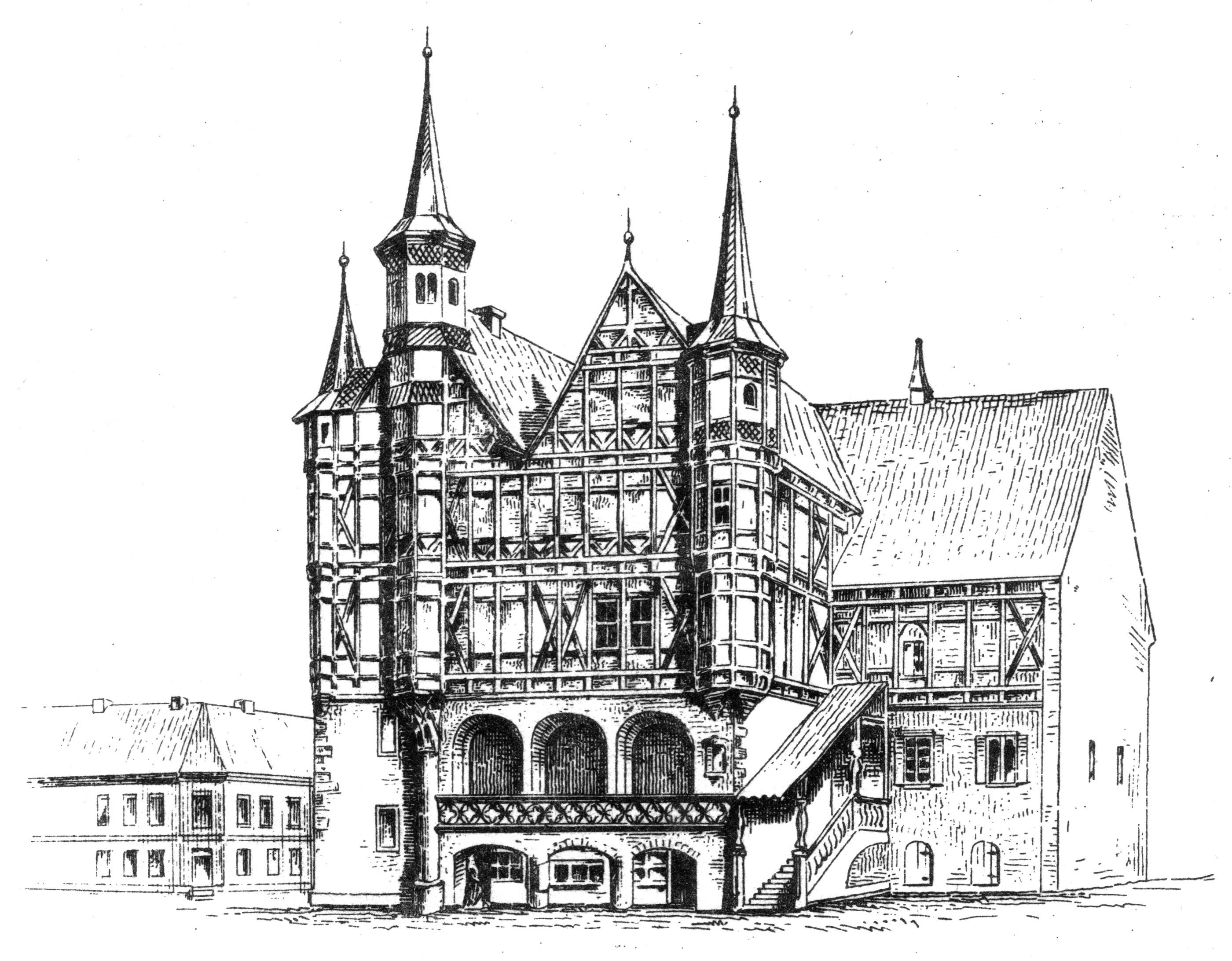
Ansicht von Wilhelm Mithoff (vor 1869)
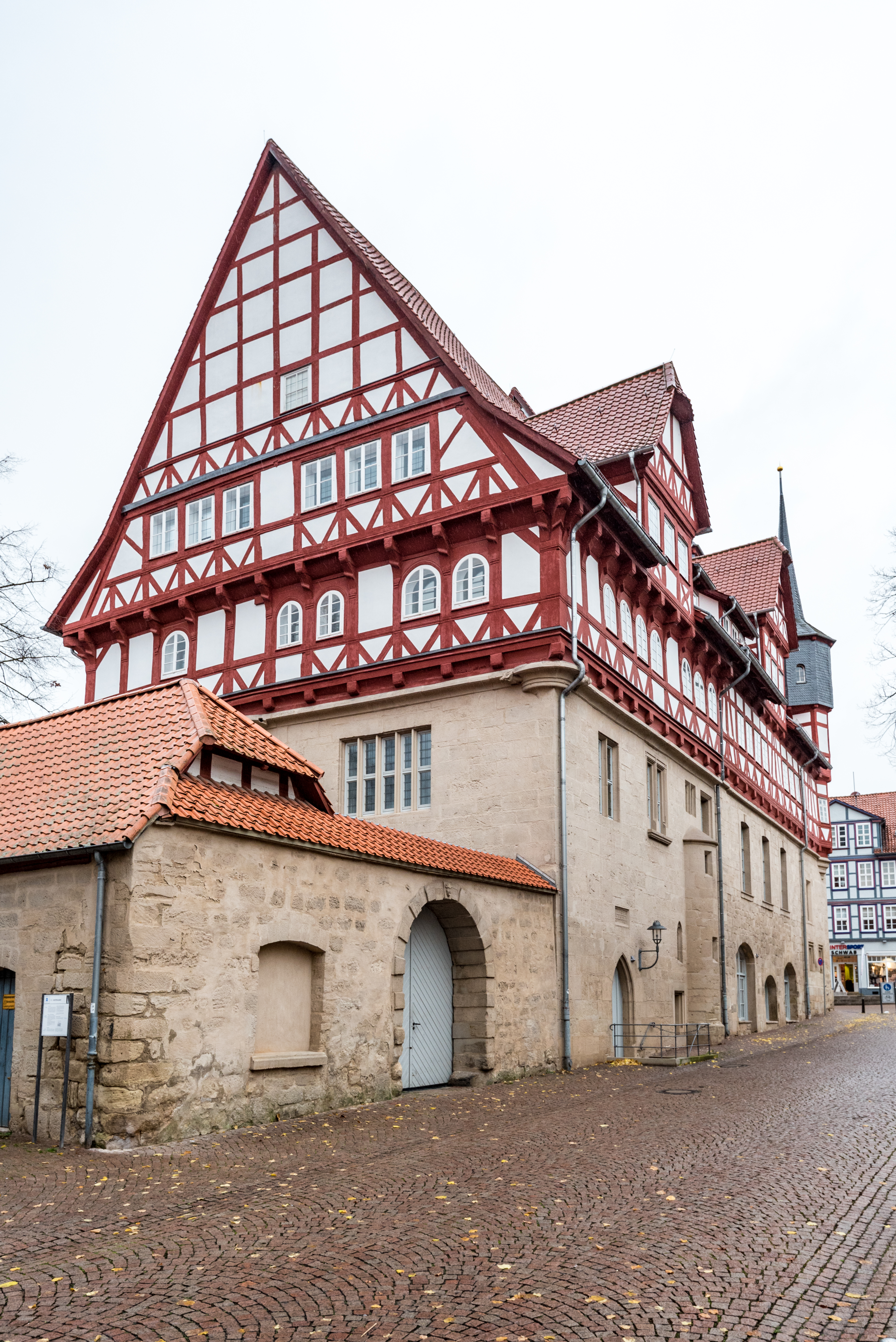
Ansicht von Südosten (2017)
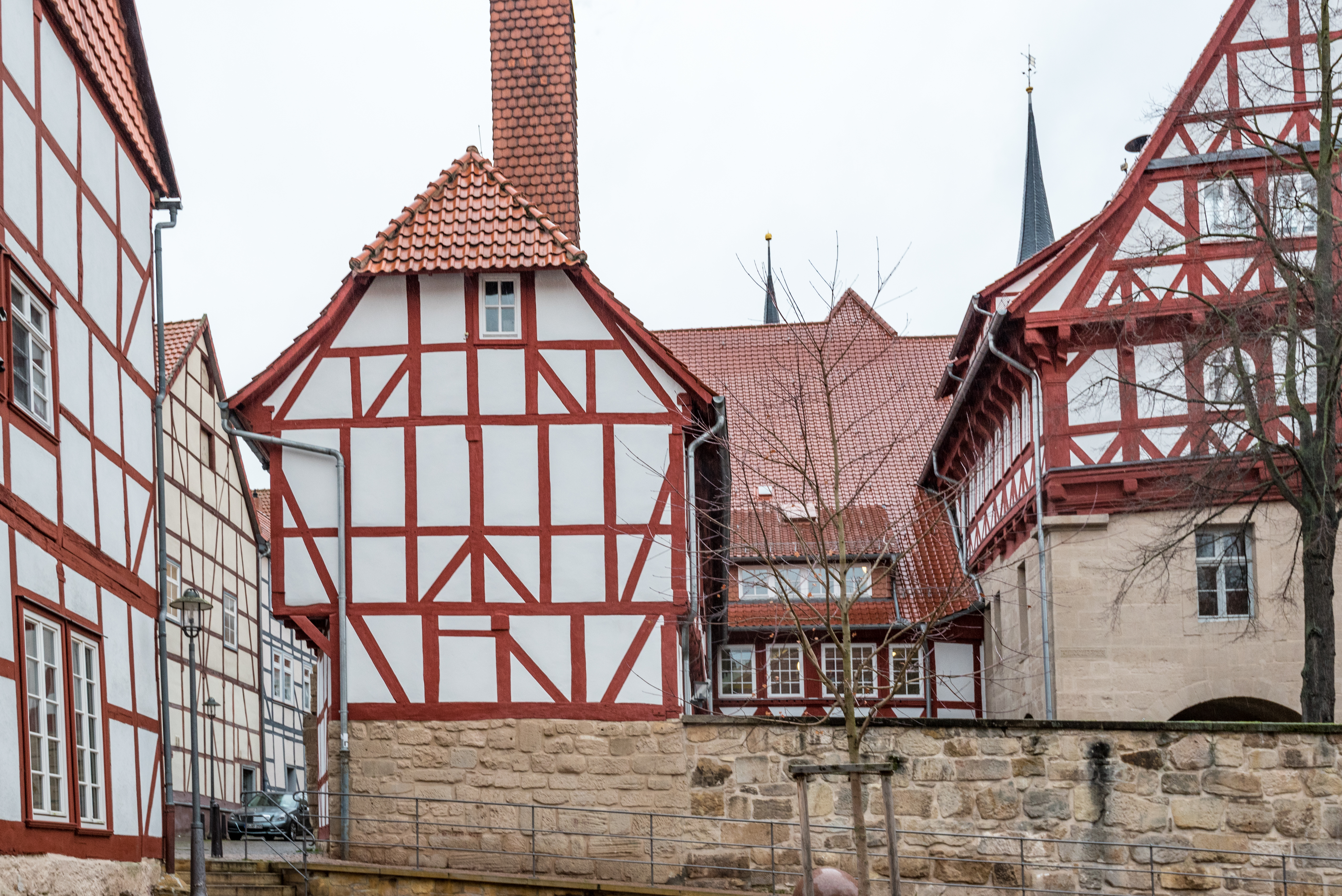
Ansicht von Süden (2017)
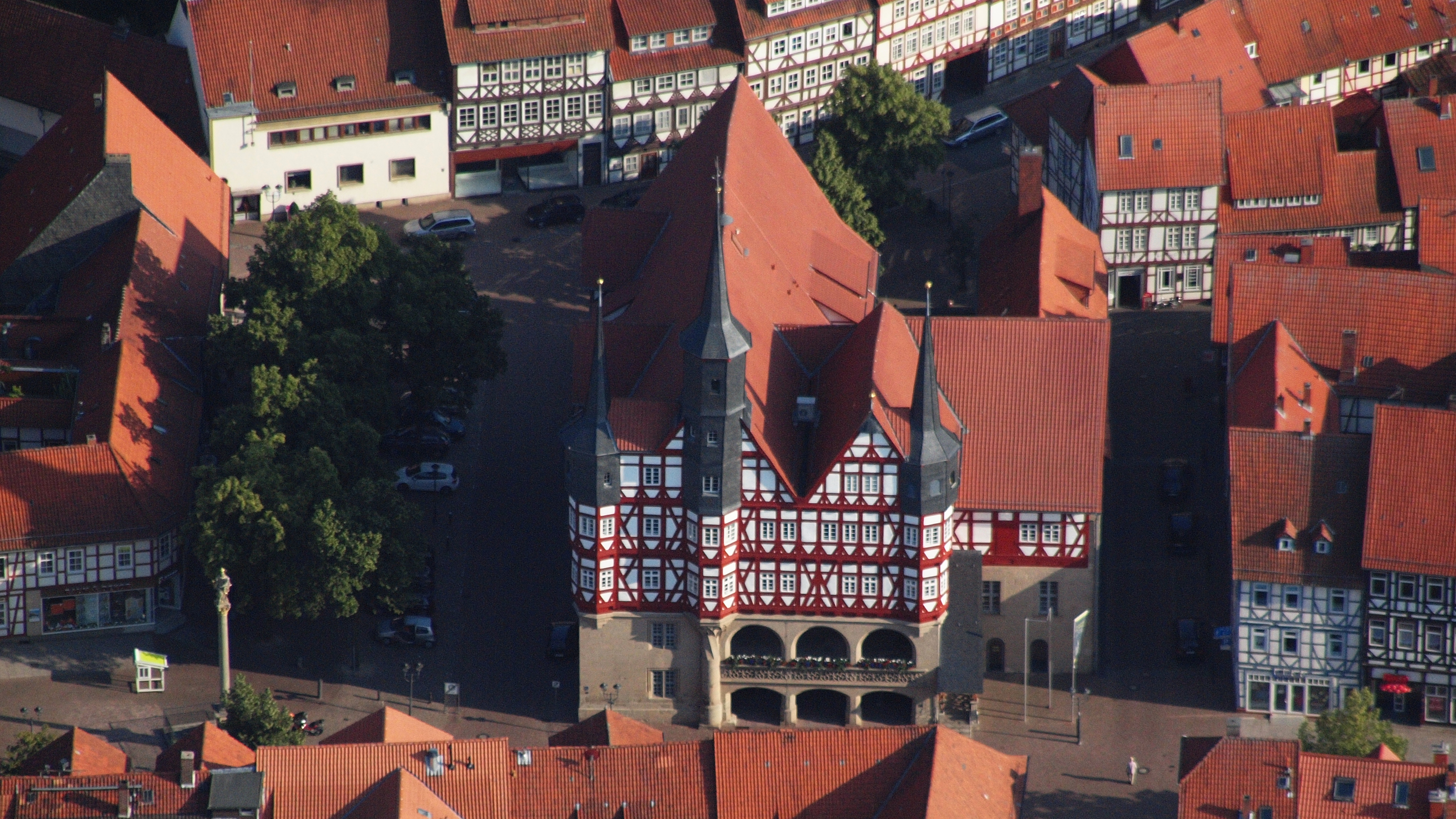
Luftbild (2013)
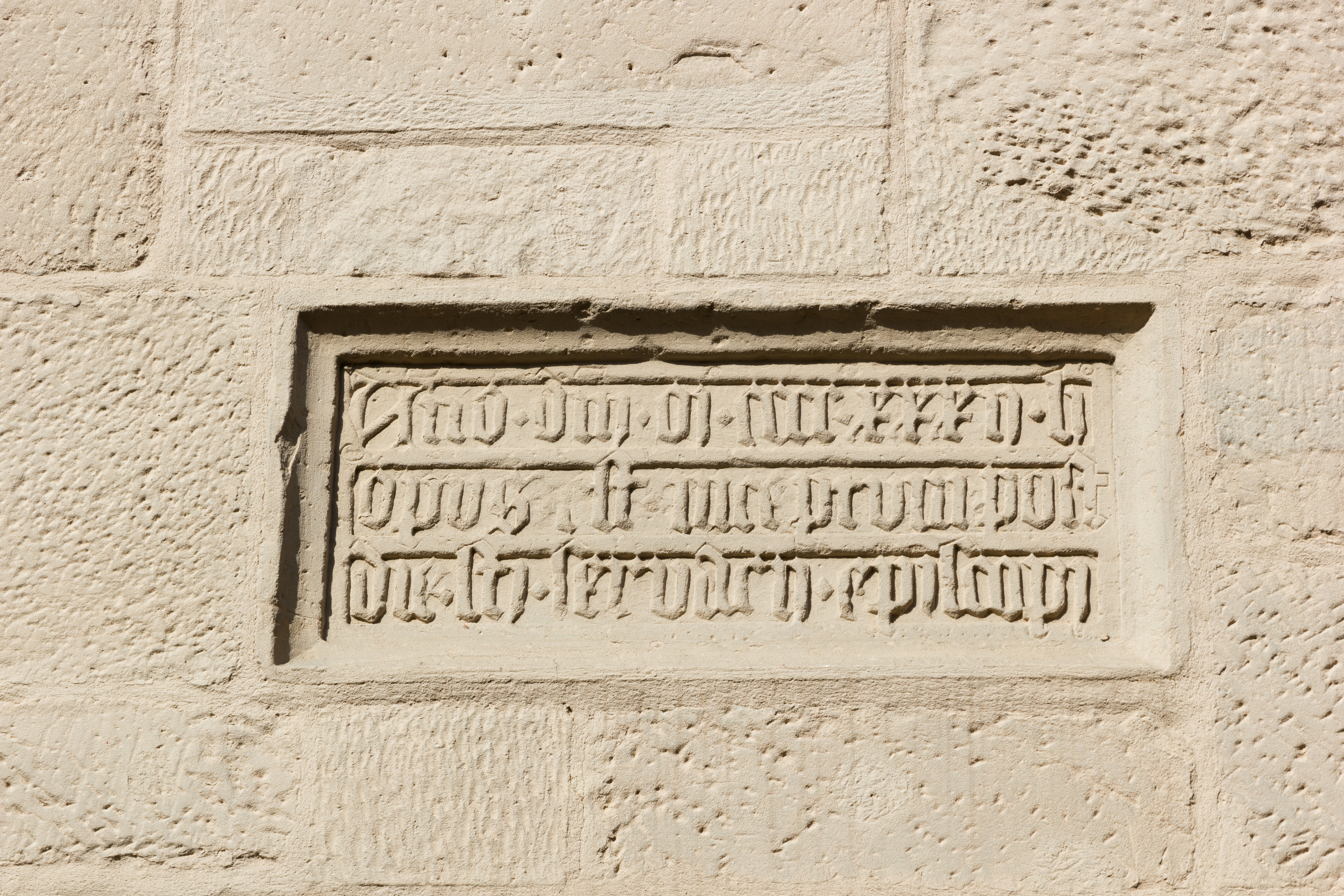
Bauinschrift an der Ostfassade, die auf den Anbau von 1432–1436 Bezug nimmt

## Glockenspiel und Anreischke
Täglich um 9, 11, 13, 15 und 17 Uhr ertönt seit 1959 vom Westturm des Rathauses das Glockenspiel zum Lied „Mein Duderstadt am Brehmestrand des Eichsfelds Kron´ und Zier, es hat sein Herz dir zugewandt, wer je geweilt in dir“. Während des Spiels öffnet sich die blau-gelbe Turmluke und die Duderstädter Wahrzeichen-Figur des Anreischke begrüßt aus seinem Turmquartier die Bürger und Gäste der Stadt. Um 19 Uhr verneigt sich der Anreischke zum Abschluss des Tages zur musikalischen Begleitung von „Kein schöner Land in dieser Zeit“.

## Varia
Im Rathaus-Dach lebt eine geschützte Fledermauskolonie („Mausohr-Wochenstube Eichsfeld“), die mit Hilfe spezieller Kameras beobachtet werden kann.
1984 wurde zum Rathaus Duderstadt ein 750-Jahresjubiläum begangen, wozu die Deutsche Bundespost eine 60 Pfennig-Sonderbriefmarke herausgab.